# Ulana Suprun
Ulana Nadia Suprun (z d. Jurkiw), ukr. Уляна Надія Супрун (ur. 30 stycznia 1963 w Detroit) – amerykańska lekarka ukraińskiego pochodzenia, działacz społeczny, od 2016 r. p.o. ministra ochrony zdrowia Ukrainy w rządzie Wołodymyra Hrojsmana.

## Życiorys
Urodzona 30 stycznia 1963 roku w Detroit jako Ulana Jurkiw. Jej rodzice urodzili się na Ukrainie. Wychowywała się w społeczności ukraińskiej, uczęszczała do ukraińskiej szkoły oraz ukraińskiej cerkwi. W 1985 roku ukończyła licencjat z biologii na Wayne State University, następnie do 1989 r. studiowała medycynę na Michigan State University. Po studiach przez rok była rezydentem w Detroit, po czym do 1994 r. specjalizowała się w radiologii.
W grudniu 2013 roku wraz z mężem przeniosła się do Kijowa. Aktywnie poparła protesty na Majdanie, a po ich zakończeniu pozostała w kraju, by wspierać nową administrację. Po wybuchu wojny na wschodzie Ukrainy wraz z mężem zorganizowała zbiórkę pieniędzy na zestawy pierwszej pomocy dla żołnierzy rannych w walce, a następnie przekonała Światowy Kongres Ukraińców do zorganizowania szkoleń dla 30 tysięcy żołnierzy z prawidłowego stosowania sprzętu medycznego.
W lipcu 2016 roku została mianowana p.o. ministra zdrowia Ukrainy. Przejęła po poprzednikach plany reform, jednak wprowadziła do niego terminy realizacji poszczególnych zadań, m.in. założyła stworzenie systemu lekarzy POZ do 2017 roku i wprowadzenie systemu rozliczania świadczeń zdrowotnych przez nowo utworzonego narodowego płatnika zdrowotnego do 2018 r. 18 stycznia kolejnego roku grupa posłów z komisji zdrowia usiłowała doprowadzić do jej dymisji, ale zapobiegła temu interwencja premiera Hrojsmana.
Mężatka, jej mężem jest Marko.